# Vanicsek József
Vanicsek József, Vancsai (1892. – ?) válogatott labdarúgó, középcsatár. Testvére Vanicsek János labdarúgó volt. A sportsajtóban Vanicsek II néven volt ismert.

## Pályafutása

### Klubcsapatban
A 33 FC labdarúgója volt. Gólveszélyes, a játékot egyedi módon kombináló játékos volt.

### A válogatottban
1915-ben egy alkalommal szerepelt a magyar labdarúgó-válogatottban, mint jobbfedezet.

## Sikerei, díjai
- Magyar bajnokság
  - 5.: 1912–13

## Statisztika

### Mérkőzése a válogatottban
| Magyarország | Magyarország    | Magyarország    | Magyarország | Magyarország | Magyarország | Magyarország | Magyarország | Magyarország |
| #            | Dátum           | Helyszín        | Hazai        | Eredmény     | Vendég       | Kiírás       | Gólok        | Esemény      |
| ------------ | --------------- | --------------- | ------------ | ------------ | ------------ | ------------ | ------------ | ------------ |
| 1.           | 1915. május 30. | Bécs, WAC-Platz | Ausztria     | 1 – 2        | Magyarország | barátságos   | -            |              |
|              | Összesen        |                 |              | 1            | mérkőzés     |              | 0            | gól          |